# Грузія на літніх Паралімпійських іграх 2016
Грузія виступала на літніх Паралімпійських іграх 2016 року в Ріо-де-Жанейро, Бразилія, з 7 по 18 вересня 2016 року.

## Медалісти
| Медаль | Спортсмен      | Вид спорту | Дисципліна        | Дата       |
| ------ | -------------- | ---------- | ----------------- | ---------- |
| Золото | Звіад Гогочурі | дзюдо      | чоловіки до 90 кг | 10 вересня |

## Дзюдо
| Спортсмен      | Дисципліна | 1/16 фіналу        | Чвертьфінал                         | Півфінал                                  | Фінал                                     | Фінал |
| Спортсмен      | Дисципліна | Суперник Результат | Суперник Результат                  | Суперник Результат                        | Суперник Результат                        | Місце |
| -------------- | ---------- | ------------------ | ----------------------------------- | ----------------------------------------- | ----------------------------------------- | ----- |
| Гогочурі Звіад | до 90 кг   | не брав участі     | Джорд Ленчіна (ARG) · Перемога 10 0 | Дар'яньон Крокет (USA) · Перемога 10s01 0 | Назаренко Олександр (UKR) · Перемога 10 0 | 1     |

## Пауерліфтинг
| Спортсмен         | Дисципліна        | Результат | Місце |
| ----------------- | ----------------- | --------- | ----- |
| Джинчарадзе Акакі | чоловіки до 97 кг | 155       | 9     |

## Плавання
| Спортсмен   | Дисципліна            | Попередні запливи | Попередні запливи | Фінал            | Фінал            |
| Спортсмен   | Дисципліна            | Результат         | Місце             | Результат        | Місце            |
| ----------- | --------------------- | ----------------- | ----------------- | ---------------- | ---------------- |
| Чачібая Лія | 100 метрів брасом SB8 | 2:02,60           | 9                 | Завершила виступ | Завершила виступ |

## Стрільба з лука
| Спортсмен     | Дисципліна                     | Відбірковий раунд | Відбірковий раунд | 1/32 фіналу        | 1/16 фіналу        | Чвертьфінал        | Півфінал           | Фінал              | Фінал           |
| Спортсмен     | Дисципліна                     | Результат         | Місце             | Суперник Результат | Суперник Результат | Суперник Результат | Суперник Результат | Суперник Результат | Місце           |
| ------------- | ------------------------------ | ----------------- | ----------------- | ------------------ | ------------------ | ------------------ | ------------------ | ------------------ | --------------- |
| Ціклаурі Вано | чоловіки індивідуальний розряд | 435               | 33                | Завершив виступ    | Завершив виступ    | Завершив виступ    | Завершив виступ    | Завершив виступ    | Завершив виступ |

## Фехтування на візках
| Спортсмен     | Дисципліна        | Групова стадія           | Групова стадія | Групова стадія | Чвертьфінал                       | Півфінал           | Фінал              | Фінал            |
| Спортсмен     | Дисципліна        | Суперник                 | Результат      | Місце          | Суперник Результат                | Суперник Результат | Суперник Результат | Місце            |
| ------------- | ----------------- | ------------------------ | -------------- | -------------- | --------------------------------- | ------------------ | ------------------ | ---------------- |
| Хецуряні Ірма | одиночна рапіра В | Макрицька Алеся (BLR)    | Поразка 2-5    | 4 Q            | Чан Юй Чонг (HKG) · 'Поразка 5-15 | Завершила виступ   | Завершила виступ   | Завершила виступ |
| Хецуряні Ірма | одиночна рапіра В | Яон Фан (CHN)            | Поразка 3-5    | 4 Q            | Чан Юй Чонг (HKG) · 'Поразка 5-15 | Завершила виступ   | Завершила виступ   | Завершила виступ |
| Хецуряні Ірма | одиночна рапіра В | Віо Беатріс (ITA)        | Поразка 0-5    | 4 Q            | Чан Юй Чонг (HKG) · 'Поразка 5-15 | Завершила виступ   | Завершила виступ   | Завершила виступ |
| Хецуряні Ірма | одиночна рапіра В | Чунг Юен Пін (HKG)       | Перемога 5-4   | 4 Q            | Чан Юй Чонг (HKG) · 'Поразка 5-15 | Завершила виступ   | Завершила виступ   | Завершила виступ |
| Хецуряні Ірма | одиночна рапіра В | Брізе-Бетке Симона (GER) | Перемога 5-2   | 4 Q            | Чан Юй Чонг (HKG) · 'Поразка 5-15 | Завершила виступ   | Завершила виступ   | Завершила виступ |